# Nessuna relazione
Nessuna relazione (No Connection) è un racconto di fantascienza di Isaac Asimov pubblicato per la prima volta nel 1948 sul numero di giugno della rivista Astounding Science Fiction.
Successivamente è stato incluso in varie antologie, tra cui Asimov Story (The Early Asimov) del 1972.
È stato pubblicato varie volte in italiano a partire dal 1973.

## Trama
Nella Terra di un lontano futuro gli umani si sono estinti e sono stati rimpiazzati, almeno nelle Americhe, da una razza discendente dagli orsi, i Gurrow sapiens, che vivono in pace in comunità, commerciano tra di loro e hanno proprietà, una moneta e doveri in comune. Il loro livello scientifico è progredito fino quasi a quello della civiltà umana preatomica. Si sa poco delle terre sul resto del pianeta.
Raph, un archeologo Gurrow, apprende della comparsa sulle coste orientali del continente di una razza sconosciuta, che apparentemente discende dagli scimpanzé e che somiglia alla razza estinta di primate di cui lui ha cercato di dimostrare l'esistenza. Questa razza sembra avere un livello scientifico più alto dei Gurrow e sono anche più guerrafondai, e si sospetta che vogliano invadere e colonizzare le terre dei Gurrow.